# André Schulz (Kriminalbeamter)

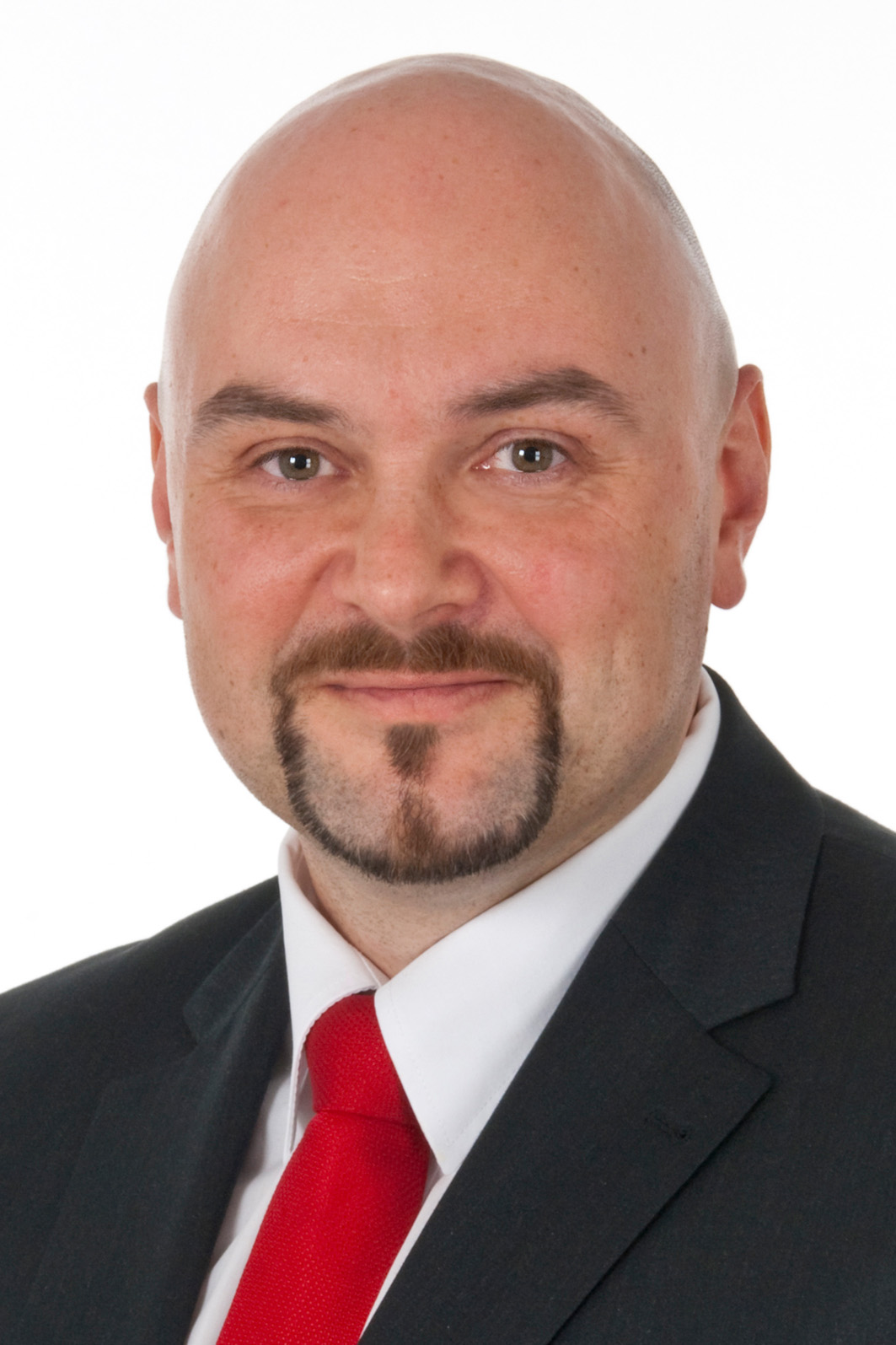
André Schulz

André Schulz (* 12. April 1970) ist Professor für Kriminalwissenschaften an der Northern Business School (NBS), Kriminalbeamter und ehemaliger Bundesvorsitzender des Bunds Deutscher Kriminalbeamter.

## Beruflicher Werdegang
Seit 09/2022 ist Schulz Professor für Kriminalwissenschaften (im Nebenamt) an der Northern Business School (NBS), Hamburg und seit Juni 2023 dort Leiter des Institute for Intelligence and Security Management (I2SM); seit 2018 Tätigkeit als Kriminalwissenschaftler im Bereich Lehre und Forschung an der Akademie der Polizei Hamburg; seit Januar 2016 Gastdozent für Kriminalistik und Kriminologie im Masterstudiengang Kriminologie, Kriminalistik und Polizeiwissenschaft an der Juristische Fakultät der Ruhr-Universität Bochum; 2015–2018 Ständiger Lehrbeauftragter an der „Kripo-Akademie“ für Kriminalistik, Kriminologie, Kriminalpolitik und Polizeiwissenschaft des Bund Deutscher Kriminalbeamter (BDK); 2013–2018 Kriminalwissenschaftler im Bereich polizeiwissenschaftliche Analyse und kriminologische Forschung, LKA Hamburg; 2007–2013 Freigestelltes Personalratsmitglied (Vorstand); 2003–2007 Ermittlungssachbearbeiter in verschiedenen Deliktsbereichen Polizei Hamburg; 1995–2003 Ermittlungssachbearbeiter in verschiedenen Deliktsbereichen Polizei Pinneberg; 1993–1995 Schutzpolizist im Reviervollzugsdienst, Polizeiinspektion Pinneberg; zuvor 1990–1993 Berufsausbildung bei der Bereitschaftspolizeiabteilung Eutin, und anschließende Verwendung in der Einsatzhundertschaft in Kiel; 1987–1990 Berufsausbildung zum Bürokaufmann bei Volkswagen AG.

## Akademische Ausbildung
1997–1999 Diplomstudium Verwaltungswissenschaften (Polizei), 1997–1999, Abschluss: Diplom-Verwaltungswirt (FH), Verwaltungsfachhochschule in Altenholz/Kiel; Berufsbegleitender Masterstudiengang Kriminologie und Polizeiwissenschaft, Juristische Fakultät der Ruhr-Universität Bochum, Abschluss: M.A. (Bewertung: sehr gut) (2014–2016); Promotionsstudium in Rechtswissenschaften, Juristische Fakultät der Ruhr-Universität Bochum, Abschluss: Dr. jur. (Bewertung: magna cum laude); Berufsbegleitendes Auslandssemester in Rechtspsychologie, California State University, Department of Criminology, Fresno, Abschlussnote: Grade A (Bewertung: outstanding); Berufsbegleitender Masterstudiengang Wirtschaftsrecht (2020–2021).

## Gewerkschaftlicher Werdegang
Schulz übernahm im Landesverband Hamburg im April 2004 die Funktion des Geschäftsführers, bevor er 2006 zum stellvertretenden Landesvorsitzenden des BDK Hamburg gewählt wurde. Seit Februar 2010 führt er den Landesverband als Vorsitzender. Für den Bundesvorstand übernahm er im Februar 2008 das Marketing. Im Oktober 2009 wurde er zum stellvertretenden Bundesvorsitzenden des BDK gewählt. Am 21. September 2011 übernahm er kommissarisch die Funktion des Bundesvorsitzenden, da der vorherige Vorsitzende Klaus Jansen nach Kritik an dessen Führungsstil auf Betreiben mehrerer Landesverbände von seinem Amt entbunden wurde. Auf dem Bundesdelegiertentag im Herbst 2013 wurde er dann zum Bundesvorsitzenden gewählt. Im Mai 2018 trat er von seinem Amt als Bundesvorsitzender zurück.

## Mitgliedschaften & Aktivitäten
Deutsche Gesellschaft für Kriminalistik (DGfK), Kriminologische Gesellschaft (KrimG), Gesellschaft für interdisziplinäre wissenschaftliche Kriminologie (GiwK e. V.), European Society of Criminology (ESC), American Society of Criminology (ASC), Netzwerk Terrorismusforschung (NTF), Deutsches Institut für Compliance (DICO), Weisser Ring, Beiratsmitglied F Foundation (Suchtprävention), Botschafter der White Ribbon Campaign des European Institute for Gender Equality der EU (2013–2020), Mitglied in der bundesweiten Arbeitsgruppe Interkulturelle Kompetenz im Bereich Studium sowie Aus- und Fortbildung der Polizei (AG IKK), Bund Deutscher Kriminalbeamter (BDK).

## Ermittlungsverfahren
Im Rahmen der Besoldungsaffäre bei Polizeigewerkschaftern im März 2017 war auch Schulz betroffen. Als hauptamtlicher Gewerkschafter bezog er von der Innenbehörde ein Teilzeitgehalt, obwohl er keinen Dienst als Kriminalbeamter leistete, was im November 2017 zu einem Ermittlungsverfahren und im März 2018 zur Durchsuchung seines Privathauses sowie der BdK-Geschäftsstelle führte. Schulz bestreitet die Vorwürfe.

## Veröffentlichungen
- Mit Wissenschaft dem Verbrechen auf der Spur, Podcast KrisenHacksFolge 6, verfügbar bei Apple-Podcasts, Spotify, Google Podcasts, Deezer und Amazon Music/Audible, 16. Februar 2024
- Compliance-Management für die Polizei: Der Zusammenhang von Führungsversagen und mangelnder Fehlerkultur als institutioneller Risikofaktor (zusammen mit Thomas Feltes), in: Seidensticker, Kai (Hrsg.), Fehlerkultur in der Polizei: Ausprägung, Einflussfaktoren und Möglichkeitsräume, erscheint Sommer 2024
- Private Sicherheitsbranche boomt! Sicherheitsbehörden zunehmend unattraktiv?, PROTECTOR – Fachzeitschrift für die Sicherheitsbranche, Schlütersche Verlagsgesellschaft, Hannover, Heft 09/2023, S. 52–55
- Ist die Qualität der Kriminalitätssachbearbeitung ein Zufallsprodukt? Qualifikationen, Anforderungsprofile und Standards zur Erfüllung des gesetzlichen und gesellschaftlichen Auftrages, 2. Auflage, Schriften zur Rechtswissenschaft, Wissenschaftlicher Verlag Berlin, 2023, ISBN 978-3-96138-380-1
- Die Auswirkungen des geplanten Verbandssanktionengesetzes (VerSanG) auf die unternehmerische Criminal Compliance – Neue Anforderungen an CMS und Compliance Officer?", Schriften zur Rechtswissenschaft, Band 249, Wissenschaftlicher Verlag Berlin, 2022, ISBN 978-3-96138-305-4
- Die polizeiliche Aus- und Fortbildung im Fokus: Die Vermittlung transkulturellen Wissens als wesentlicher Baustein gegen individuellen und strukturellen Rassismus in der Polizei, in: Hunold, D./ Singelnstein, T. (Hrsg.), Rassismus und Diskriminierung in der polizeilichen Praxis – Eine Bestandsaufnahme, Springer VS, Wiesbaden, 2022.
- Das Institut für transkulturelle Kompetenz – Ein innovativer Ansatz Hamburger Polizeiarbeit (zusammen mit anderen), 3 Bände, Akademie der Polizei Hamburg, ISBN 978-3-9822192-0-2, 2020.
- Wir und die Anderen? – Transkulturelles Wissen als Schlüsselkompetenz für die Polizei. Das Hamburger Institut für transkulturelle Kompetenz (ITK) als Best-Practice-Modell, in: SIAK-Journal 2/2020, S. 70–84, Zeitschrift für Polizeiwissenschaft und polizeiliche Praxis, Bundesministerium für Inneres, Wien.
- Transkulturelles Wissen – Die Schlüsselkompetenz des 21. Jahrhunderts für die Polizei, in: Polizei und Migration, Empirische Polizeiforschung XXIII, Band 26, S. 277–281, Verlag für Polizeiwissenschaft, 2020.
- Kriminalitätssachbearbeitung im Wandel – Die wissenschaftliche Kriminalistik als Basis für die erfolgreiche Arbeit in der analogen und der digitalen Welt, in: Zukunft der Polizeiarbeit – Polizeiarbeit der Zukunft, Rothenburger Beiträge – polizeiwissenschaftliche Schriftenreihe, Band 101, 12/2019.
- Kriminalistik heute – eine Bestandsaufnahme, in: Kriminalistik, Heft 2/2019, S. 67–72.
- Aufgaben und Tätigkeiten von Kriminalist*innen in Deutschland – Eine empirische Bestandsaufnahme und Bewertung, Bochumer Schriften zur Rechtsdogmatik und Kriminalpolitik, Band 48, Felix-Verlag, ISBN 978-3-86293-548-2, 2018.